# Krigskunsten
 Der er for få eller ingen kildehenvisninger i denne artikel, hvilket er et problem. Du kan hjælpe ved at angive troværdige kilder til de påstande, som fremføres i artiklen.

 Krigskunsten (kinesisk: 孫子兵法, pinyin: Sūn Zĭ Bīng Fǎ, bogstavelig oversættelse: Sun Tzus militære strategi) er en kinesisk militær lærebog skrevet af Sun Tzu i det 6. århundrede f.Kr. Bogen er på 13 kapitler, der beskriver forskellige aspekter af krigsførelse fra planlægning og træning til udførelse og sejr eller kapitulation.
Værket, der længe har været anset som det mest komplette værk om militærstrategi, er absolut det mest berømte værk herom og har påvirket militær planlægning og udførelse i mange situationer. Værket er først oversat til et europæisk sprog for 200 år siden af den franske missionær, fader Amiot. Krigskunsten siges at have inspireret og haft indflydelse på Napoleon, den tyske generalstab og endda Operation Ørkenstorm. Mange verdensledere fra Mao Zedong til Vo Nguyen Giap har fundet inspiration i dette værk. Selv det brasilianske landshold har draget nytte af det: Da Luiz Felipe Scolari overtog stillingen som landstræner, forærede han hver spiller et eksemplar af bogen.[kilde mangler]

## Danske udgaver
- på dansk ved Jens Østergård Petersen, med indledning af Michael Clemmesen, 1989, ISBN 87-500-2774-3
- fortolket ud fra engelsksprogede kilder og kommenteret af Erik Kruse Sørensen, 2004, ISBN 87-7759-278-6
  - se online Sun Tzu: Krigskunsten Arkiveret 15. marts 2005 hos  Wayback Machine